# Cecil Yates
Cecil Yates (Thurber, Texas, 18 de mayo de 1912 - Buckeye, Arizona, marzo de 1987) fue un ciclista estadounidense, profesional desde 1934 hasta 1949. Destacó en las carreras de seis días donde consiguió 16 victorias en 57 participaciones.
Durante la Segunda Guerra Mundial estuvo alistado en las fuerzas aéreas de los Estados Unidos.

## Palmarés
- 1934

1º en los Seis días de Vancouver (con Eddy Testa)
- 1935

1º en los Seis días de Louisville (con Jack Gabell)
1º en los Seis días de Detroit (con Robert Vermeersch)
- 1936

1º en los Seis días de San Francisco (con Henry O'Brien)
1º en los Seis días de Des Moines (con Freddy Zach)
- 1937

1º en los Seis días de San Francisco (con  Jerry Rodman)
1º en los Seis días de Oakland (con George Dempsey)
- 1939

1º en los Seis días de Buffalo (con Gustav Kilian)
1º en los Seis días de Nueva York (con Cesare Moretti Jr)
- 1940

1º en los Seis días de Buffalo (con Heinz Vopel)
1º en los Seis días de Montreal (con Angelo de Bacco)
1º en los Seis días de Chicago (con William Peden)
- 1942

1º en los Seis días de Milwaukee (con Jules Audy)
1º en los Seis días de Chicago (con Douglas Peden)
- 1948

1º en los Seis días de Winnipeg (con Charles Bergna)
- 1949

1º en los Seis días de Cleveland (con Charles Bergna)